# Tillandsia rubia
Tillandsia rubia är en gräsväxtart som beskrevs av Renate Ehlers och L.Colgan. Tillandsia rubia ingår i släktet Tillandsia och familjen Bromeliaceae. Inga underarter finns listade i Catalogue of Life.